# Retorno a Hansala
Retorno a Hansala és una pel·lícula espanyola estrenada el 2008, a mig camí entre el documental i el road movie, que va ser dirigida i coproduïda per la directora de cinema Chus Gutiérrez sobre el drama de la immigració.

## Sinopsi
Al començament de la dècada del 2000, a les platges de Rota van aparèixer els cadàvers d'onze joves immigrants marroquins que intentaven creuar l'estret de Gibraltar en pastera. Es va descobrir per les seves robes que els onze nois pertanyien al mateix llogaret, Hansala. La pel·lícula pretén recrear aquell succés vist des dels ulls de dos personatges: Martín, un empresari funerari que pretén fer negocis amb l'ocorregut i Leila, germana d'un dels morts. Tots dos s'embarcaran en l'aventura d'intentar repatriar el cadàver del noi en una furgoneta, on viuran una intensa experiència moral que els portarà a replantejar-se totes les seves creences.

## Repartiment
| Actor                      | Personatge |
| -------------------------- | ---------- |
| Farah Hamed                | Leila      |
| José Luis García Pérez     | Martín     |
| Adam Bounnouacha           | Said       |
| Antonio de la Torre Martín | Antonio    |
| Cuca Escribano             | Carmen     |
| Antonio Dechent            | Manolo     |
| César Vea                  | Cirilo     |

## Premis
| Any  | Esdeveniment                                            | Categoria                         | Nominat                           | Resultat   |
| ---- | ------------------------------------------------------- | --------------------------------- | --------------------------------- | ---------- |
| 2008 | Festival Internacional de Cinema del Caire (32a edició) | Piràmide d'Or                     | Retorno a Hansala                 | Guanyador  |
| 2009 | XXIII Premis Goya                                       | Goya a la millor actriu revelació | Farah Hamed                       | Nominada   |
| 2009 | XXIII Premis Goya                                       | Goya al millor guió original      | Chus Gutiérrez, Juan Carlos Rubio | Nominats   |
| 2009 | XXIII Premis Goya                                       | Goya a la millor cançó original   | Tao Gutiérrez ("Manousal")        | Nominada   |
| 2009 | Festival de Cinema d'Espanya de Tolosa de Llenguadoc    | Millor fotografia                 | Kiko de la Rica                   | Guanyadora |
| 2009 | Festival de Cinema d'Espanya de Tolosa de Llenguadoc    | Millor guió                       | Chus Gutiérrez/Juan Carlos Rubio  | Guanyadora |
| 2009 | Festival de Cinema d'Espanya de Tolosa de Llenguadoc    | Violeta d'Or                      | Chus Gutiérrez                    | Nominada   |
| 2008 | Seminci                                                 | Premi especial del jurat          | Chus Gutiérrez                    | Guanyadora |
| 2008 | Seminci                                                 | Espiga d'Or                       | Chus Gutiérrez                    | Nominada   |